# Mathias Niendorf
Mathias Niendorf (* 3. April 1961 in Stuttgart) ist ein deutscher Historiker und Hochschullehrer.

## Leben
Mathias Niendorf studierte in Heidelberg, Posen, Moskau und Tübingen Geschichte und Slawistik. In Tübingen legte er 1987 sein Magisterexamen ab. 1996 erlangte er die Promotion. Als wissenschaftlicher Mitarbeiter arbeitete er zunächst in einem deutsch-polnischen Forschungsprojekt an der Christian-Albrechts-Universität zu Kiel, dann am Deutschen Historischen Institut Warschau.
2003 habilitierte sich Niendorf in Kiel. Von 2004 bis 2005 hatte er eine Lehrstuhlvertretung in Erfurt und 2008 in Greifswald. 2009 übernahm er eine außerplanmäßige Professur an der Christian-Albrechts-Universität zu Kiel.
Seit 2010 ist Mathias Niendorf Inhaber des Lehrstuhls für Osteuropäische Geschichte an der Universität Greifswald.

## Werke (Auswahl)
- Minderheiten an der Grenze. Deutsche und Polen in den Kreisen Flatow (Złotów) und Zempelburg (Sępólno Krajeńskie) 1900–1939. Wiesbaden 1997 (Online).
- Deutsche und Polen zwischen den Kriegen. Minderheitenstatus und „Volkstumskampf“ im Grenzgebiet. Amtliche Berichterstattung aus beiden Ländern 1920–1939. 2 Bde., München u. a. 1997 (hrsg. von R.Jaworski und M. Wojciechowski, bearb. von M. Niendorf und P. Hauser).
- Verschwörungstheorien. Anthropologische Konstanten – historische Varianten. Osnabrück 2001 (hrsg. gemeinsam mit U. Caumanns).
- Das Großfürstentum Litauen 1569–1795. Studien zur Nationsbildung in der Frühen Neuzeit. Harrassowitz, Wiesbaden 2006 (2. Auflage Wiesbaden 2010).
- Hrsg., mit Matthias Asche, Werner Buchholz, Patrick Schiele und Anton Schindling: Protestantismus in den baltischen Landen und in Litauen: Nation und Konfession vom 16. Jahrhundert bis 1918. Aschendorff, Münster 2021, ISBN 978-3-40211-597-8.
- Geschichte Litauens. Regionen, Reiche, Republiken 1009–2009, Wiesbaden 2022, ISBN 978-3447108225.